# Confluența Mureș cu Arieș
Confluența Mureș cu Arieș este o arie protejată (arie specială de conservare — SAC, sit de importanță comunitară — SCI) din România, desemnată în scopul protejării biodiversității și menținerii într-o stare de conservare favorabilă a florei spontane și faunei sălbatice, precum și a habitatelor naturale de interes comunitar aflate în arealul zonei de protecție. Aceasta se întinde pe o suprafață de 857 ha, integral pe uscat.

## Localizare
Situl Confluența Mureș cu Arieș se întinde pe teritoriile administrative ale județelor Alba (Aiud, Lunca Mureșului, Mirăslău, Noșlac, Ocna Mureș, Unirea) și Cluj (Luna). Centrul acestuia este situat la coordonatele 46°22′33″N 23°48′10″E / 46.375811°N 23.802889°E.

## Înființare
Situl Confluența Mureș cu Arieș (ROSCI0313) a fost declarat sit de importanță comunitară în ianuarie 2016 pentru a proteja 9 specii de animale. Situl a fost protejat și ca arie specială de conservare în mai 2022.

## Biodiversitate
Situată în ecoregiunea continentală, aria protejată conține 1 habitat natural: Galerii de Salix alba și de Populus alba.
La baza desemnării sitului se află mai multe specii protejate de  pești (9): avat (Aspius aspius), moioagă (Barbus petenyi), Cobitis taenia Complex, boarță (Rhodeus amarus), porcușor de nisip (Romanogobio kesslerii), porcușor de vad (Romanogobio uranoscopus), porcușor de șes (Romanogobio vladykovi), câră (Sabanejewia balcanica), fusar (Zingel streber).